# Unia Nowa Sarzyna
MZKS Unia Nowa Sarzyna – polski klub piłkarski, mający siedzibę w mieście Nowa Sarzyna.
Największym sukcesem klubu było zajęcie 7. miejsca w III lidze (gr. VII) w sezonie 1983/1984. Przed rozpoczęciem rundy wiosennej sezonu 2012/2013 klub wycofał się z rozgrywek III ligi lubelsko-podkarpackiej. W sezonie 2017/18 Unia grała w IV lidze podkarpackiej. Od sezonu 2023/2024 występuje w klasie A, gr. Stalowa Wola II.

## Zawodnicy
Wychowankami klubu są Ryszard Sekulski, Władysław Kuraś i Ryszard Federkiewicz. Ponadto w drużynie grali Rajmund Kapuściński oraz Mieczysław Ożóg. W barwach Unii startowała biegaczka Zofia Turosz.

## Szkoleniowcy
Trenerem Unii był Stanisław Deutschman.